# CHAGE&ASUKA IV -21世紀-
『CHAGE&ASUKA IV -21世紀-』（チャゲアンドアスカ・フォー・にじゅういっせいき）は、チャゲ&飛鳥（現：CHAGE and ASKA）の4作目のオリジナル・アルバムである。1983年6月29日に発売された。発売元はワーナー・パイオニア（現：ワーナーミュージック・ジャパン）。
1984年、1986年12月15日、1990年7月21日、1999年12月16日、2001年9月19日にはCDとして、2009年8月26日にはSHM-CDとして再発売されている。

## 背景・リリース
サウンドトラック盤『熱い想い』からおよそ1年1ヶ月ぶり、オリジナル・アルバムとしては『黄昏の騎士』からおよそ1年4ヶ月ぶりとなるアルバム発売である。
発売当時は、チャゲ&飛鳥のオリジナル・アルバムで初めてシングル曲が収められていないアルバムであった。その後、キャニオン・レコード（現：ポニーキャニオン）よりCDが再発売された際にシングル曲である「マリオネット」がボーナス・トラックとして収録された。
2009年8月26日には、紙ジャケット・シリーズの一環としてSHM-CD仕様でヤマハミュージックコミュニケーションズより再発売された。

## ツアー
このアルバムを引っ提げて同年7月末より開催されたコンサートツアー『21世紀への招待 Part 1』の中で、同年9月30日に史上初めて国立代々木競技場第1体育館（代々木オリンピックプール）をコンサート会場として使用した。

## 収録曲
| #  | タイトル                     | 作詞     | 作曲   | 編曲     | 時間 |
| -- | ---------------------------- | -------- | ------ | -------- | ---- |
| 1. | 「自由」                     | 飛鳥涼   | 飛鳥涼 | 瀬尾一三 | 3:23 |
| 2. | 「眠ったハートに火をつけて」 | 松井五郎 | チャゲ | 大村雅朗 | 4:21 |
| 3. | 「あの娘にハ・レ・ル・ヤ」   | 飛鳥涼   | 飛鳥涼 | 平野孝幸 | 4:47 |
| 4. | 「Fifty-Fifty」              | 松井五郎 | チャゲ | 平野孝幸 | 4:35 |
| 5. | 「不思議の国」               | 飛鳥涼   | 飛鳥涼 | 瀬尾一三 | 4:50 |

| #  | タイトル             | 作詞   | 作曲   | 編曲             | 時間 |
| -- | -------------------- | ------ | ------ | ---------------- | ---- |
| 6. | 「21世紀」           | 飛鳥涼 | 飛鳥涼 | 飛鳥涼、笛吹利明 | 4:56 |
| 7. | 「闇」               | チャゲ | チャゲ | 平野孝幸         | 5:13 |
| 8. | 「夢を見ましょうか」 | チャゲ | チャゲ | 平野孝幸         | 4:37 |
| 9. | 「O Domine」         | 飛鳥涼 | 飛鳥涼 | 青木望           | 6:19 |

| #         | タイトル                      | 作詞      | 作曲      | 編曲      | 時間  |
| --------- | ----------------------------- | --------- | --------- | --------- | ----- |
| 10.       | 「少年」(Bonus Track)         | 松井五郎  | チャゲ    | 瀬尾一三  | 3:54  |
| 11.       | 「謎2遊戯」(Bonus Track)      | 松井五郎  | チャゲ    | 大村雅朗  | 4:14  |
| 12.       | 「マリオネット」(Bonus Track) | 飛鳥涼    | 飛鳥涼    | 瀬尾一三  | 3:48  |
| 合計時間: | 合計時間:                     | 合計時間: | 合計時間: | 合計時間: | 54:57 |

## 楽曲解説
1. 自由
2. 眠ったハートに火をつけて
3. あの娘にハ・レ・ル・ヤ
4. Fifty-Fifty
5. 不思議の国
6. 21世紀
アルバムのタイトル曲。飛鳥（ASUKA）がある夜見た夢を元にして作られている。21世紀への希望ではなく不安を歌った曲である[1]。
2004年に開催されたコンサート『CHAGE and ASKA CONCERT TOUR 2004 two-five』・『CHAGE and ASKA 25th Anniversary Special チャゲ&飛鳥 熱風コンサート』で久々に披露された。
1999年に台湾で発売されたベスト・アルバム『倆角形 Duet Angle 20th anniversary』ASKA SIDEにも収録されている。
7. 闇
8. 夢を見ましょうか
1998年に発売されたCHAGEのベスト・アルバム『CHAGE BEST SONGS/PROLOGUE』、2008年にアジア圏で発売されたベスト・アルバム『Asian Communications Best』にも収録されている。
レオン・ライ（黎明）が、｢送你一瓣的雪花｣というタイトルでカバーしている。
9. O Domine
10. 少年
1983年9月28日に発売されたシングル「華やかに傷ついて」B面曲。CDが再発売される際にボーナス・トラックとして収録された。
11. 謎2遊戯
1983年4月23日に発売されたシングル「マリオネット」B面曲。CDが再発売される際にボーナス・トラックとして収録された。
12. マリオネット
1983年4月23日に発売されたシングル曲。CDが再発売される際にボーナス・トラックとして収録された。

## 参加ミュージシャン
MAIN MUSICIANS
- Drums：今泉正義
- E.Bass：チビ太後藤
- Keyboards：平野孝幸
- E.Guitar：大平彰彦
- A.Guitar：チャゲ、飛鳥涼

GUEST MUSICIANS
- A.Guitar：笛吹利明、吉川忠英、山里剛
- E.Guitar：矢島賢
- Harp：八木のぶお
- Pipe Organ：平部やよい
- Chorus：山田秀俊、東京混声合唱団
- Side Vocal：井関洋美、KUMAKAKA
- Strings：JOEグループ